# Automotofunicolare di Catanzaro
La cosiddetta automotofunicolare di Catanzaro era una linea tranviaria urbana caratterizzata dalla peculiare presenza di una tratta con trazione funicolare, e che collegava la principale stazione ferroviaria della città calabra con la sua periferia settentrionale
La linea, entrata in servizio nel 1910, fu oggetto di prolungamento nel 1914 e rimase in esercizio fino al secondo dopoguerra, per poi essere definitivamente soppressa nel 1954. La sola tratta a funicolare fu ricostruita e riattivata nel 1998.

## Storia

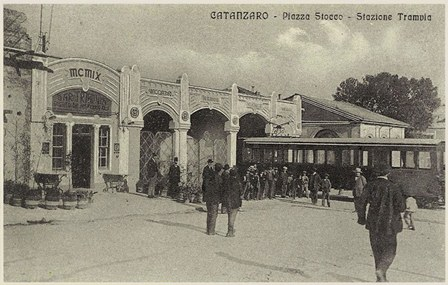
L'originario capolinea di piazza Indipendenza

Con l'apertura della linea ferroviaria Catanzaro Marina-Sant'Eufemia, avvenuta il 31 luglio 1899, la città di Catanzaro venne dotata di una stazione in località Sala, decentrata rispetto al centro cittadino, ponendo dunque il problema di un collegamento rapido con quest'ultimo.
La stazione di Sala si trovava a circa 200 m di dislivello dalla città, ma la distanza dal centro abitato (oltre 3 km) e le poche strade di comunicazione lasciavano il problema più che mai irrisolto, impedendo di conseguenza anche il regolare svolgimento del trasporto merci. Sia il Comune che la Provincia di Catanzaro tentavano in qualsiasi modo di avvicinare la strada ferrata al centro della città, auspicando e proponendo diverse alternative, riguardanti funicolari, filovie, e costose ferrovie a cremagliera. Purtroppo, nessuno dei numerosi progetti presentati venne mai preso in considerazione, in quanto giudicati non idonei allo scopo e soprattutto troppo costosi.
Il 25 luglio 1906 il Comune incaricò una società torinese di progettare e realizzare una tramvia elettrica urbana, a scartamento ordinario e ad aderenza mista con l'inclusione di un tratto a trazione funicolare fra la stazione ferroviaria di Sala e la borgata di Pontegrande, con immediata attuazione della tratta Catanzaro Sala - P.zza Indipendenza (l’attuale P.zza Matteotti).
Il 27 maggio 1907, venne fondata la “Società Tramvia Automotofunicolare di Catanzaro” (STAC), con sede legale e direzione di esercizio a Torino e delegazione a Catanzaro.
il 28 agosto 1907, il Consiglio Superiore dei Lavori Pubblici approvò definitivamente il progetto della tramvia che, dalla stazione ferroviaria di Catanzaro Sala si sarebbe sviluppata lungo la valle del fiume Musofalo per poi raggiungere rispettivamente P.zza Roma, Corso Vittorio Emanuele (oggi Corso Mazzini), P.zza Grimaldi (zona antistante il Mignon), e P.zza Indipendenza. Il 10 agosto 1910 fu attivata la prima tratta lunga 2,260 km.
Nel 1911 la STAC chiese l'autorizzazione a prolungare la tranvia da Piazza Indipendenza alla località Pontegrande, frazione posta 5,733 km a nord della città. Tale prolungamento fu autorizzato con Regio Decreto nº 1029 dell'11 agosto 1913. Il 30 aprile 1914 fu inaugurato il prolungamento, la tratta si sviluppava quasi interamente allo scoperto, per complessivi 5,733 km.
Dal 1933 la linea subì la concorrenza della nuova tratta ferroviaria Catanzaro Sala - Catanzaro Città, posta sulla linea Cosenza - Catanzaro Lido delle Ferrovie Calabro Lucane.
Il 13 giugno 1949, all'indomani della seconda guerra mondiale, il servizio urbano tra P.zza Roma e Pontegrande venne soppresso e sostituito da un servizio di corse automobilistiche, gestite dal Servizio Municipale Autobus.
Il 26 ottobre 1954, in seguito al cattivo funzionamento di una fune, si verificò un incidente lungo il percorso della funicolare. Per fortuna, grazie soprattutto al valido sistema di frenatura, non si registrarono danni alle persone. L’episodio causò tuttavia la chiusura dell’impianto dopo 44 anni di servizio: l’automotofunicolare Catanzaro Sala – Piazza Roma cessò ogni attività e fu sostituita da un servizio di autobus, gestito anch'esso dalla SMA.
Nel 1982 il Comune decise di recuperare la tratta in funicolare della tranvia; il nuovo impianto di proprietà comunale fu inaugurato il 4 ottobre 1998. Gestito dalle Ferrovie della Calabria fino a luglio 2015, dal 17 maggio 2016 la gestione è stata affidata all'AMC spa di Catanzaro.

## Caratteristiche

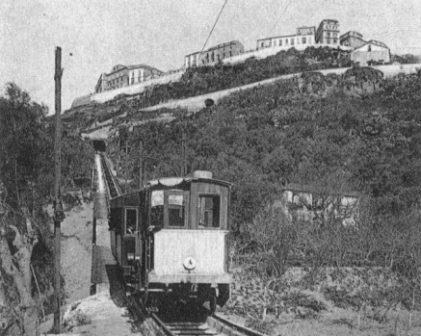
Carro scudo in spinta sulla tratta a funicolare

Per superare il dislivello esistente fra la stazione, posta nella valle del torrente Fiumarella, e la città, posta su un altopiano, fu realizzata una tratta a funicolare parzialmente in galleria, della lunghezza di 689 metri. In tale tratta, che aveva una percorrenza di 13 minuti, le elettromotrici tranviarie erano spinte da appositi carri freno vincolati alla fune; un sistema simile era utilizzato sulla tranvia di Monreale, ed è ancora in uso sulla tranvia Trieste - Opicina.

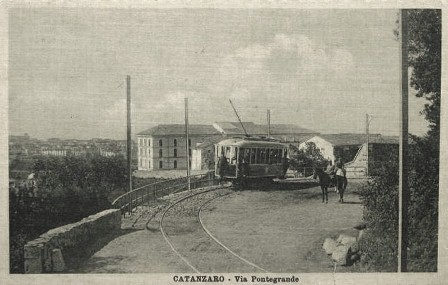
Via Pontegrande

L’armamento era costituito da Rotaie Phoenix da 26 kg/m, in barre da 12 m, nei tratti in sede stradale; nei tratti in sede propria, da Rotaie Vignoles, da 23,4 kg/m, in barre da 10 m e poggiate su traverse in legno. Il tratto funicolare, invece, realizzato a semplice binario e con raddoppio intermedio di incrocio, era dotato di rotaie speciali per freno a ganasce, fornite dalla ditta “Ceretti & Tanfani”, da 26 kg/m, in barre da 10 m, posate su appositi cavalletti chiodati, su traverse in ferro, e incastrate in una trave longitudinale in cemento. Le curve più strette, che avevano raggio minimo di 15 m, erano dotate di controrotaia; la pendenza massima era del 76%° nei tratti ad aderenza naturale e del 274,5%° nel tratto a funicolare; la velocità massima di servizio prescritta era rispettivamente di 12 e 7 km/h. Lo scartamento adottato era quello standard per le tranvie del tempo, pari a 1445 mm. La fune d’acciaio, che consentiva la circolazione delle vetture nel tratto funicolare, aveva una sezione di 40 mm², era costruita secondo il sistema Albert e fornita dalla ditta “St. Egydier Eisenund Stahl Industrie Gesellschaft” di Vienna.

## Equipaggiamento elettrico
Il materiale riguardante l’equipaggiamento elettrico era stato fornito dalla società “AEG Thomson Houston”.
La tramvia, fatta eccezione nel tratto funicolare, dove la trazione era a contrappeso d’acqua, era alimentata da corrente continua a 550 Vcc sul filo di contatto. Le sottostazioni elettriche erano due: una con trasformatori rotanti, l’altra con raddrizzatori a mercurio. La linea di alimentazione, era posta all’altezza di 5,50 m dal piano del ferro, nel tratto in sede propria invece era a sospensione trasversale, con doppio isolamento su palificazione metallica costituita da pali in ferro a “doppio T”; in città, invece, veniva sorretta sospeso a mensole e rosette con doppio isolamento ed aveva la caratteristica di alimentare, mediante appositi riduttori di tensione rotativi, alcune utenze private. La sezione nel filo di contatto (in rame elettrolitico) misurava 80 mm² (100 nel tratto funicolare). Per la tratta a funicolare era invece utilizzato il sistema a contrappeso d'acqua, diffuso ai tempi anche in altri impianti analoghi.

## Percorso
|  |  | Unknown route-map component "uexKBHFa" |

| Continuation backward |  | Unused straight waterway |  |  |

| Straight track |  | Unknown route-map component "uexHST" |  |  |

| Straight track |  | Unknown route-map component "uexHST" |  |  |

| Straight track |  | Unknown route-map component "uexBHF" |  |  |

| Straight track |  | Unknown route-map component "uexHST" |  |  |

| One way leftward | Station on transverse track | Unknown route-map component "uxmKRZo" | Unknown route-map component "STR+r" |  |

|  |  | Unused straight waterway | Station on track |  |

|  |  | Unknown route-map component "uexBHF" | Straight track |  |

|  | Unknown route-map component "STR+l" | Unknown route-map component "uxmKRZo" | One way rightward |  |

|  | Straight track | Unknown route-map component "uexHST" |  |  |

|  | Station on track | Unused straight waterway |  |  |

|  | Straight track | Urban head station, unused through track |  |  |

|  | Straight track | Urban station on track |  |  |

|  | Straight track | Unknown route-map component "uSTRl" | Unknown route-map component "uKBHFxeq" | Unknown route-map component "uexSTR+r" |

| Unknown route-map component "extCONTgq" | Unknown route-map component "eKRZt" | Unknown route-map component "extSTRq" | Unknown route-map component "extSTR+r" | Unused straight waterway |

|  | One way leftward | Unknown route-map component "STR+r" | Unknown route-map component "extSTRe" | Unused straight waterway |

|  |  | Station on track | Unknown route-map component "exBHF" | Unknown route-map component "uexKBHFe" |

|  |  | Continuation forward | Unknown route-map component "exCONTf" |  |

Il capolinea meridionale era posto in corrispondenza della stazione FS di Catanzaro Sala, a sua volta adiacente all'omonimo impianto allora gestito dalle Ferrovie Calabro Lucane. Qui era ubicato altresì il deposito-officina STAC.
Il 10 agosto 1910 fu attivata la prima tratta lunga 2,260 km, era suddivisa in 3 tronchi:

### 1° tronco
Il 1° tronco andava dalla stazione ferroviaria di Catanzaro, con una tratta ad aderenza naturale lunga 534 m che si sviluppava lungo il torrente Musofalo, alla fermata di Pie' Sala, attuale "Contrada Pié Funicolare", dove con uno scambio si immetteva sul tratto a trazione funicolare dove era in attesa uno dei carri freno.

### 2° tronco
Dalla fermata di Pié Sala, partiva la trazione funicolare fino a raggiungere Piazza Roma, il tratto era lungo 689 m. Una volta giunta a Piazza Roma, il carro veniva sganciato e l'elettromotrice riprendeva la marcia con trazione autonoma.

### 3° tronco
Nuovamente ad aderenza naturale, da Piazza Roma percorreva corso Vittorio Emanuele (l'attuale Corso Mazzini), e piazza Grimaldi, raggiungendo Piazza Indipendenza. La tratta misurava 1090 m. Il capolinea era ubicato in un edificio ad un piano con due fornici centrali dedicati all'accesso alle elettromotrici e due laterali, uno dedicato al traffico passeggeri e uno alla movimentazione delle merci. Tale fabbricato risulta ancora esistente. Dopo lungo periodo di abbandono e degrado dal 2022 è stato sottoposto a restauro e nel 2023 si presenta in buone condizioni.
Tale tratta, che fu la prima ad essere inaugurata, misurava complessivamente 2,26 km. Il prolungamento per Pontegrande misurava 5,733 km e si sviluppava prevalentemente su sede stradale, benché esistesse un tratto in sede propria lungo 1,2 km.

## Materiale rotabile
Per l'esercizio della Catanzaro Sala-Piazza Indipendenza la STAC acquistò cinque elettromotrici a carrelli di costruzione Carminati & Toselli con equipaggiamenti elettrici AEG Thomson Houston che impiegavano due motori da 52 kW ciascuno; costruite fra il 1905 e il 1909, tali rotabili erano immatricolati come 1-5; i primi tre, destinati al trasporto passeggeri, disponevano di 55 posti a sedere, di cui 20 di prima classe, e di uno scomparto bagagli, mentre le restanti elettromotrici erano destinate al servizio merci. La velocità massima di tali veicoli era di 11 km/h.

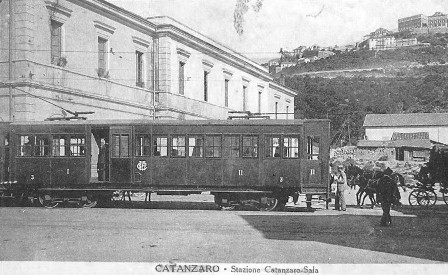
Elettromotrice presso la stazione Sala

Nel 1914, per far fronte alle esigenze dettate dall'attivazione del prolungamento su Pontegrande, vennero acquistate tre ulteriori elettromotrici dal medesimo costruttore, caratterizzate però dalla presenza di due soli assi che le rendevano adatte a percorrere la nuova impegnativa estensione urbana. Numerate 6-8, le stesse adottavano motori analoghi alle "sorelle" maggiori, ma in virtù della minor massa potevano raggiungere i 24 km/h.
I carri freno realizzati per l'esercizio della tratta a funicolare venivano accoppiati alle elettromotrici per mezzo di una semplice piastra respingente; per raggiungere la necessaria forza di trazione gli stessi potevano essere riempiti con 5 m³ d'acqua. Un terzo carro, costruito anch'esso da Ceretti & Tanfani come i precedenti, venne acquistato nel 1934 con funzione di riserva; lo stesso era reversibile, ossia non vincolato come gli altri due a impegnare sempre il medesimo binario d'incrocio, grazie alla possibilità di essere girato su un'apposita piattaforma.

### Materiale motore - prospetto di sintesi
| Unità | Ordinazione | Costruttore         | Note                                   |
| ----- | ----------- | ------------------- | -------------------------------------- |
| 1÷3   | 1905        | Carminati & Toselli | Elettromotrici per servizio passeggeri |
| 4÷5   | 1905        | Carminati & Toselli | Elettromotrici per servizio merci      |
| 6÷8   | 1914        | Carminati & Toselli | Elettromotrici per servizio passeggeri |
| -     | 1905        | Ceretti & Tanfani   | Carri scudo                            |
| -     | 1934        | Ceretti & Tanfani   | Carro scudo                            |